# 山本寿宣
山本 寿宣（やまもと としのり、1955年6月21日 - 2024年2月9日）は、日本の実業家。東ソー取締役相談役、日本ソーダ工業会会長。

## 人物・経歴
山口県周南市出身。山口県立徳山高等学校を経て、1979年神戸大学経済学部卒業、東洋曹達工業（現東ソー）入社。オランダ駐在を長く務めたのち、2001年有機化成品事業部企画開発室長。2003年化学品事業部企画管理室長。2006年化学品事業部副事業部長兼企画管理室長。2007年理事化学品事業部長兼企画管理室長。
2009年取締役に昇格し塩ビ事業統轄副担当化学品事業部長兼企画管理室長となる。2010年取締役クロル・アルカリセクター副セクター長兼石油化学セクター長兼化学品事業部長。2011年常務取締役クロル・アルカリセクター長兼石油化学セクター長兼化学品事業部長。2012年常務取締役クロル・アルカリセクター長、塩ビ工業・環境協会副会長。2013年常務取締役クロル・アルカリセクター長兼中国総代表兼購買・物流部長。2015年常務取締役クロル・アルカリセクター長。
2016年東ソー代表取締役社長に昇格。同年市場からの要請に応じ約30年ぶりに中期経営計画を発表。2017年度にはナフサ価格の安定などで中期経営計画の売上高7500億円を1年前倒しで達成した。
2020年日本ソーダ工業会会長、新化学技術推進協会副会長、石油化学工業協会副会長に就任。
2022年東ソー取締役相談役に就任。
2023年東ソー特別顧問、日立建機社外取締役に就任。
2024年2月9日午前11時9分、急性心筋梗塞の疑いで千葉県柏市の東京慈恵会医科大学附属柏病院で死去。遺族の意向でお別れの会・社葬等は行われなかった。68歳没。